# Kirchham (Niemcy)
Kirchham – miejscowość i gmina w Niemczech, w kraju związkowym Bawaria, w rejencji Dolna Bawaria, w regionie Donau-Wald, w powiecie Pasawa. Leży około 30 km na południowy zachód od Pasawy, przy drodze B12.

## Demografia
| Rok  | Liczba mieszk. |
| ---- | -------------- |
| 1970 | 1 404          |
| 1987 | 1 969          |
| 2000 | 2 313          |

## Współpraca
Miejscowość partnerska:
- Kirchham, Austria

## Oświata
(na 1999)

W gminie znajduje się 75 miejsc przedszkolnych (66 dzieci).